# The Hero (film 1923)
The Hero è un film muto del 1923 diretto da Louis J. Gasnier che si basa sull'omonimo lavoro teatrale di Gilbert Emery presentato in prima a Broadway il 14 marzo 1921.

## Trama
Accolto al ritorno nella sua città natale in maniera trionfale, Oswald Lane non perde occasione per raccontare a chiunque voglia ascoltarlo le avventure che ha passato in guerra, storie che lo dipingono sempre come un eroe. In città, viene ospitato a casa di suo fratello Andrew, un uomo molto meno estroverso di lui, piuttosto incolore e dimesso. Oswald non perde tempo mettendosi subito ad amoreggiare con le donne di casa: prima fra tutte corteggia Martha, la domestica belga, senza dimenticarsi però della cognata, Esther, moglie di Andrew, che sembra molto ben disposta nei suoi riguardi. Venendo a sapere che al fratello è stata affidata dalla sua chiesa una grossa somma, Oswald ruba il denaro, andandosene poi via. Mentre sta per lasciare la città, un incendio scoppia in una scuola. Lui, che si trova nelle vicinanze, corre ad aiutare, lanciandosi nel fuoco per salvare i bambini. Durante il salvataggio, Oswald rimane gravemente ferito, con ustioni su gran parte del corpo. In ospedale, Andrew si offre di donargli brani di pelle che serviranno ad essergli innestati. Oswald, poi, chiederà a Esther di restituire i soldi rubati.

## Produzione
Il film fu prodotto dalla B.P. Schulberg Productions.

## Distribuzione
Il copyright del film, richiesto dalla Preferred Pictures, fu registrato il 20 dicembre 1922 con il numero LP18895.
Distribuito dalla Al Lichtman Productions e Preferred Pictures Corporation, il film uscì nelle sale cinematografiche statunitensi il 1 gennaio 1923.
Non si conoscono copie ancora esistenti della pellicola che viene considerata presumibilmente perduta.